# Gabriel Vahanian
Gabriel Antoine Vahanian (în armeană Գաբրիէլ Վահանեան) (n. 24 ianuarie 1927, Marsilia - d. 30 august 2012, Strasbourg) a fost un teolog protestant creștin francez care este cunoscut pentru munca sa de pionierat în teologia mișcării „morții lui Dumnezeu” în cercurile academice din anii 1960, și care a predat timp de 26 de ani în SUA înainte de a-și încheia cariera de prestigiu la Strasbourg, Franța.

## Educație și carieră
Vahanian s-a născut la Marsilia, Franța, într-o familie de refugiați ai Genocidului Armean. El a obținut bacalaureatul francez (baccalauréat) în 1945 la Liceul de la Valence și a absolvit apoi Facultatea de Teologie Protestantă din Paris, obținând un masterat în teologie în 1950 la Princeton Theological Seminary și un doctorat în 1958 la aceeași instituție de învățământ. Teza sa de disertație a purtat titlul „Protestantism and the Arts”.
El a activat apoi ca profesor la Syracuse University timp de 26 de ani. La Syracuse a deținut catedra Eliphalet Remington Arhivat în 9 martie 2007, la Wayback Machine. de profesor de religie (1967-1973) și apoi catedra Jeanette Kittredge Watson Arhivat în 9 martie 2007, la Wayback Machine. de profesor de religie (1973-1984) și a fondat în 1968 și a fost primul director al programului de studii universitare de religie.
S-a mutat în 1984 la Université des Sciences Humaines de Strasbourg, într-un post considerat a fi pentru cel mai proeminent profesor de teologie protestantă din Franța . Și-a încheiat cariera ca profesor emerit de teologie culturală la Université Marc Bloch și la succesoarea sa, University of Strasbourg.

## Activitatea
Vahanian a fost educat în curentul teologic reformator al lui Jean Calvin și Karl Barth și a tradus cartea The Faith of the Church a lui Barth. El a fost preocupat de relația între literatură și teologie și între cultură și religie. Un protestant francez contemporan a fost teologul laic și criticul social Jacques Ellul.
Vahanian a fost membru fondator al primului consiliu de administrație al American Academy of Religion în 1964.
Prima sa carte, intitulată The Death of God: The Culture of our Post-Christian Era (1961), a fost considerată de Rudolf Bultmann ca un punct de reper în critica teologică. În cursul anilor 1960 scrierile teologice ale lui Vahanian, Harvey Cox, Paul Van Buren, William Hamilton, Thomas J. J. Altizer și Richard Rubenstein au ajuns să fie considerate de mulți analiști ca o nouă mișcare creștină și iudaică ce pleda moartea lui Dumnezeu. Cu toate acestea, după cum nota teologul evanghelist conservator John Warwick Montgomery, poziția lui Vahanian a fost apreciată ca fiind „conservatoare fără speranță de către susținătorii ateismului creștin”. (Suicide of Christian Theology, p. 80). Vahanian și-a exprimat înțelegerea „morții lui Dumnezeu” ca o situație în care Dumnezeu este transformat într-un artefact cultural. Vahanian a fost alarmat de obiectivarea lui Dumnezeu:
Era creștină ne-a lăsat moștenire moartea lui Dumnezeu, dar nu fără a ne învăța o lecție. Dumnezeu nu este necesar; adică, el nu poate fi luat pentru a fi dat. El nu poate fi folosit decât ca o ipoteză epistemologică, științifică sau existențială, doar dacă trebuie să tragem concluzia degradantă că Dumnezeu este motivul. Pe de altă parte, în cazul în care nu mai putem presupune că există Dumnezeu, ne putem da seama încă o dată că el trebuie să fie. Dumnezeu nu este necesar, dar el este inevitabil. El este cu totul altul și cu totul prezent. Credința în El, convertirea realității noastre umane atât culturale, cât și existențiale, este cererea pe care încă ne-o adresează. (Wait Without Idols, p. 46)
A contribuit cu articole pe teme ample în ziare și reviste precum The Nation, The Christian Century, Réforme or Foi et Vie și Biblioteca dell'Archivio di filosofia. El a fost membru al American Council of Learned Societies (ACLS) și a servit pe post de consultant al Comisiei Prezidențiale pentru etica biomedicală. A ținut prelegeri în întreaga America de Nord, America Latină, Europa și Asia. În 2005, el a fost invitat să fie oratorul principal la convenția anuală a Association of Christian Studies, unde a vorbit despre „A Secular Christ: Against the Religious Parochialism of East and West”. Publicațiile sale cele mai recente au fost Anonymous God (2003), Tillich and the New Religious Paradigm (2004) și Praise of the Secular (2008). Scrierile personale din perioada 1945-1971 sunt păstrate în arhivele Syracuse University.

## Scrieri
- The Death of God: The Culture of Our Post-Christian Era (New York: George Braziller, 1961).
- Wait Without Idols (New York: George Braziller, 1964).
- No Other God (New York: George Braziller, 1966).
- God and Utopia: The Church in a Technological Civilization (New York: Seabury Press, 1977). ISBN 0-8164-0355-4
- L'utopie chretienne (Paris: Desclee de Brouwer, 1992). ISBN 2-220-03244-2
- La foi, une fois pour toutes: meditations kierkegaardiennes (Geneve: Labor et Fides, 1996). ISBN 2-8309-0836-8
- Anonymous God: An Essay on Not Dreading Words (Aurora: Davies Group, 2002). ISBN 1-888570-57-1
- Tillich and the New Religious Paradigm (Aurora: Davies Group, 2004). ISBN 1-888570-62-8
- Praise of the Secular (Charlottesville, VA: University of Virginia Press, 2008). ISBN 978-0813927039

## Recenzii critice
- John Warwick Montgomery, The 'Is God Dead?' Controversy, (Grand Rapids: Zondervan, 1966).
- John Warwick Montgomery, The Suicide of Christian Theology, (Minneapolis: Bethany Fellowship, 1970). ISBN 0-87123-521-8
- Mack B. Stokes, "The Nontheistic Temper of the Modern Mind," Religion in Life, Vol. 24 (Spring 1965), pp. 245–257.